# Loverboy
Loverboy este un film românesc al regizorului Cătălin Mitulescu, lansat în 2011. Filmul se încadrează în curentul realist, fiind bazat pe fapte reale, acțiunea și fundalul ei prezentând circumstanțele sociale în care ia naștere prostituția. Protagoniștii filmului sunt duo-ul George Piștereanu și Ada Condeescu, care debutaseră în filmul Eu când vreau să fluier, fluier, produs și scris tot de Mitulescu. Premiera filmului a avut loc pe 19 mai 2011, la Festivalul de la Cannes, în cadrul secțiunii „Un certain Regard”. Filmul a fost făcut cu finanțare de la Centrul Național al Cinematografiei.

## Sinopsis
Acțiunea se petrece în județul Constanța, unde Luca, un tânăr cu un fundal familial incert, este loverboy, ceea ce în jargonul poliției desemnează tinerii care fac mai întâi fete să se îndrăgostească de ei, pentru a le plasa unor rețele de prostituție. Tânăr și necomunicativ, el locuiește într-o cocioabă la marginea unui drum, lângă un restaurant-bar, al doamnei Savu („un substitut de mamă”, cum notează criticul Andrei Gorzo). Are un bunic paralizat (jucat de Ion Besoiu), pe care îl vizitează ocazional și a cărui îngrijire reiese că o plătește. 
Luca o cunoaște pe Veli, fiica frumoasă a unui păstor de oi, Toader. Când merge prima dată acasă la ea, tatăl și fratele acesteia îl resping și Luca pleacă. După un timp, Veli fuge de acasă, ajungând să locuiască cu Luca, cu care își pierduse virginitatea. Cei doi par a fi fericiți, fata făcând chiar planuri de viitor. Tatăl lui Veli face o încercare de a se apropia de ea, aducându-le celor doi, ca gest de bunăvoință, un miel. Găsindu-l pe Luca în absența lui Veli, dar în prezența prietenilor acestuia, Luca îl sfidează, luând carnea și dând-o prietenilor săi. Când ajunge și fiica, Toader încearcă să o ia cu forța („Dacă nu vii acum, nu mai vii deloc”), însă o antagonizează și mai tare („Nu vin cu tine nicăieri, niciodată! Ai înțeles?”) și o aruncă astfel în brațele lui Luca. 
La un moment dat, după acest episod, Luca își ia motocicleta și se accidentează intenționat, demarând spre un teren abrupt. Întors acasă, o respinge pe Veli când aceasta îi îngrijește rănile și îl întreabă ce s-a întâmplat. Rupându-și într-un gest teatral bandajele, o minte că ar avea datorii foarte mari („am niște probleme și tu nu poți să mă ajuți”), sugerându-i în cele din urmă soluția, să se prostitueze pentru bani. Veli se împrietenește cu gândul, culcându-se cu un prieten al său, Zvori (jucat de Alexandru Mititelu). În finalul filmului, după o vreme Luca se duce la un han, unde își primește onorariul de la Zvori. Deși Veli este într-o cameră, fiind „pregătită” pentru străinătate, Luca merge până la ușă, însă nu mai intră.

## Distribuție
- George Piștereanu este Luca
- Ada Condeescu este Veli
- Ion Besoiu este Bunicul
- Clara Vodă este Doamna Savu
- Bogdan Dumitrache este Dumitrache
- Coca Bloos este Ramona
- Remus Mărgineanu este Toader, tatăl lui Veli
- Alexandru Mititelu este Zvori
- Adina Galupa este Dani
- Adrian Moroianu este Moritz
- Matei Onea este Matei
- Andrei Runcanu este Florin
- Veronica Neculai este Leti
- Robert Soare este Soare
- Pablo Malaurie Cabanillas este Aurică
- Adelin Bratu este Adelin
- Marina Procopie este mama lui Veli
- Andrei Bănica - dublura lui Luca

## Critica cinematografică
Reacția criticii de specialitate a fost amestecată, mai degrabă pozitivă. Criticul Andrei Gorzo scrie că „în calitate de dialoghist, (Mitulescu, n.m.) are o predilecție pentru poezia taciturnității”,  personajele principale nefiind foarte articulate. Scenariul livrează, după Gorzo, „materie primă pentru o melodramă, dar, în locul unei evoluții/escaladări clasice a conflictului dintre tineresc/curat și corupt/corupător, el (Mitulescu, n.m.) alege înăbușirea acestuia.” Critica Ana-Maria Onisei scrie în Adevărul literar și artistic despre film că „reușește să fie senzual, puternic și poetic”, și că fără să fie „un film desăvârșit, Loverboy (…) are câteva secvențe captivante, rare în filmul românesc recent.” A fost criticată platitudinea replicii lui Piștereanu, cum că „în orice lucru rău, există un lucru bun și în orice lucru bun, întotdeauna există un lucru rău”.